# Anton Janssen
Anton Janssen (Tiel, 10 agosto 1963) è un allenatore di calcio ed ex calciatore olandese, di ruolo centrocampista.

## Caratteristiche tecniche
Giocava nel ruolo di esterno sinistro.

## Palmarès

### Club

#### Competizioni nazionali
- Campionato olandese: 2

PSV Eindhoven: 1987-1988, 1988-1989

#### Competizioni internazionali
- Coppa dei Campioni: 1

PSV Eindhoven: 1987-1988